# Clayton (Califórnia)
Clayton é uma cidade localizada no estado americano da Califórnia, no condado de Contra Costa. Foi incorporada em 18 de março de 1964.

## Geografia
De acordo com o United States Census Bureau, a cidade tem uma área de 9,9 km², onde todos os 9,9 km² estão cobertos por terra.

### Localidades na vizinhança
O diagrama seguinte representa as localidades num raio de 16 km ao redor de Clayton. 

## Demografia

### Censo 2010
Segundo o censo nacional de 2010, a sua população é de 10 897 habitantes e sua densidade populacional é de 1 095,67 hab/km². É a cidade menos populosa do Condado de Contra Costa. Possui 4 086 residências, que resulta em uma densidade de 410,84 residências/km².

### Censo 2000
De acordo com o censo nacional de 2000, a densidade populacional era de 1054,6/km² (2729,3/mi²) entre os 10.762 habitantes, distribuídos da seguinte forma:
- 87,95% caucasianos
- 1,12% afro-americanos
- 0,19% nativo americanos
- 5,38% asiáticos
- 0,10% nativos de ilhas do Pacífico
- 1,54% outros
- 3,73% mestiços
- 6,33% latinos

Existiam 3207 famílias na cidade, e a quantidade média de pessoas por residência era de 2,76 pessoas.

## Marco histórico

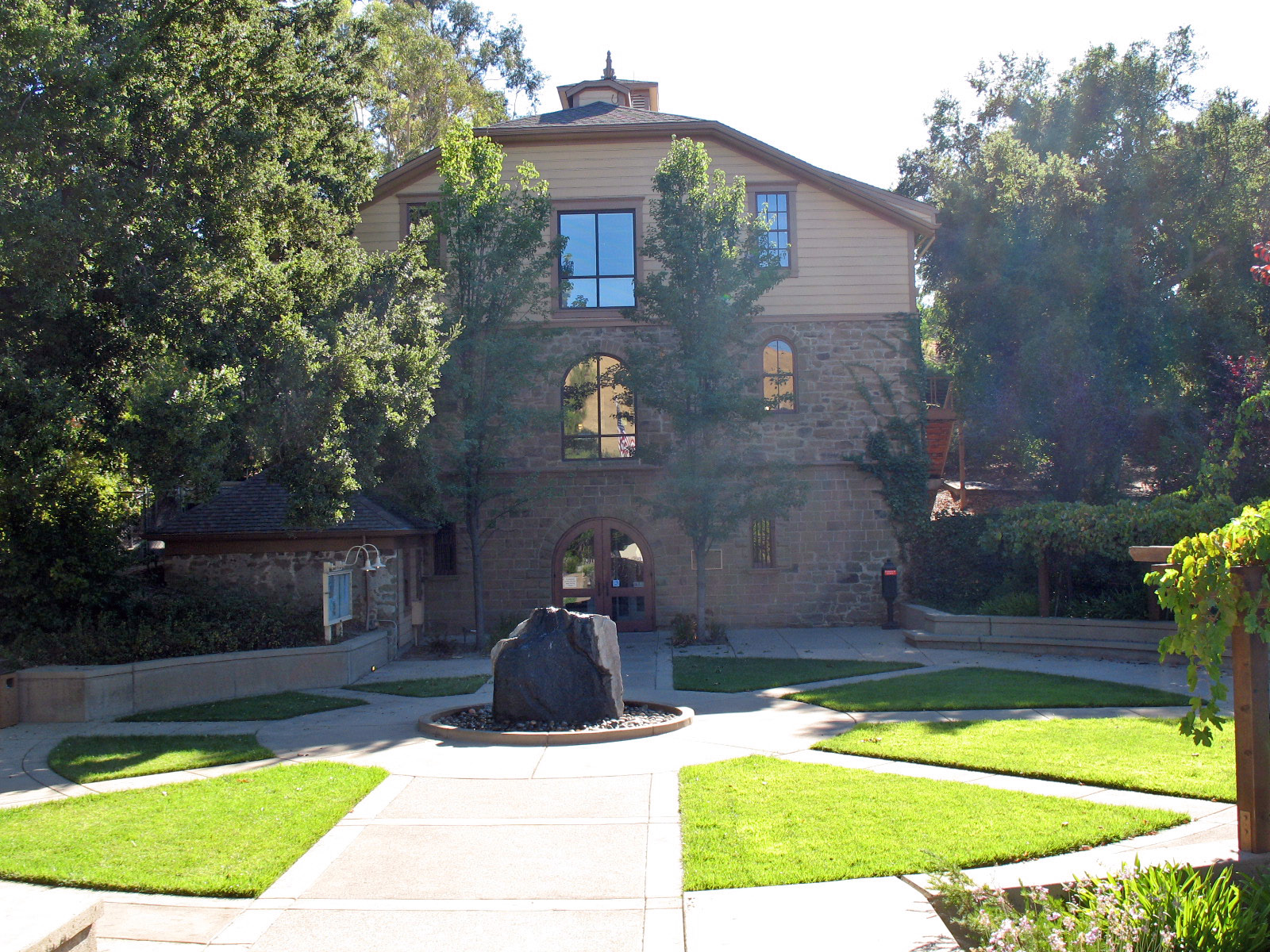
DeMartini Winery.

Clayton possui apenas uma entrada no Registro Nacional de Lugares Históricos, a Clayton Vineyards-DeMartini Winery.